# Nagia
Nagia là một chi bướm đêm thuộc họ Erebidae.